# Moussa Ag Acharatoumane
Moussa Ag Acharatoumane, né vers 1986 à Kidal, est un homme politique  touareg malien. Il est un des fondateurs du Mouvement national de l'Azawad et du Mouvement pour le salut de l'Azawad (MSA) en 2016, membre de la commission defense du Conseil National de Transition (CNT) en  2020. 

## Biographie
Moussa Ag Acharatoumane naît à Kidal, d'un père de la tribu touarègue des Daoussahak - Icherifen et d'une mère de la tribu des Kel Ansar. Après avoir grandi à Kidal, il fait ses études de sociologie à Bamako et suit des études de science politique à Paris . Il constitue alors des associations avec d'autres jeunes touaregs et milite pour la défense de l'Azawad. À partir de 2007, il commence à voyager à l'étranger : à Bruxelles, Paris, New York ou Genève.
En 2010, Moussa Ag Acharatoumane fonde avec Bilal Ag Acherif un mouvement politique qui se veut pacifique : le Mouvement national de l'Azawad (MNA). Le groupe tient son premier congrès à Tombouctou le 1er novembre 2010, mais Moussa Ag Acharatoumane est arrêté par les autorités maliennes, et emprisonné pendant 18 jours. Cependant il poursuit ses activités, sillonne le nord du Mali et se constitue un puissant réseau. 
En octobre 2011, le MNA et d'anciens rebelles touaregs, dont plusieurs revenus de Libye, se rassemblent et forment le Mouvement national de libération de l'Azawad (MNLA). En janvier 2012, le groupe débute une insurrection armée contre l'État malien : c'est le début de la guerre du Mali.
Moussa Ag Acharatoumane est alors désigné comme le représentant du MNLA à l'étranger. Il participe en France à des conférences universitaires et à des débats télévisés. Sur le terrain, le MNLA est battu par des djihadistes en 2012, avant de reprendre pied dans la région de Kidal en 2013, lors de l'Opération Serval. En 2014, il forme avec d'autres groupes la Coordination des mouvements de l'Azawad (CMA), puis signe en 2015 un accord de paix à Alger avec l'État malien. Cependant la CMA entre en conflit avec des groupes armés pro-gouvernementaux rassemblés au sein de la Plateforme des mouvements du 14 juin 2014 d'Alger, et en particulier avec le Groupe autodéfense touareg Imghad et alliés (GATIA),.
Cependant Moussa Ag Acharatoumane estime que la tribu des Daoussahak est marginalisée au sein de la CMA ,,. Il désapprouve également les affrontements à Kidal en juillet 2016, qui opposent les Ifoghas de la CMA et des Imghad du GATIA. Il prend alors ses distances, d'autant que les Daoussahak et les Imghad forment deux des principales communautés de la région de Ménaka. Moussa Ag Acharatoumane quitte le MNLA  et fonde à Ménaka le 2 septembre 2016 un nouveau mouvement : le Mouvement pour le salut de l'Azawad (MSA),,.
Le MSA se rapproche rapidement du GATIA. Le 15 septembre 2016, Moussa Ag Acharatoumane, le général El Hadj Ag Gamou, chef militaire du GATIA, et un représentant du MAA loyaliste se rencontrent à Azawa, dans la région de Gao et annoncent leur collaboration sur le plan sécuritaire avec notamment l'organisation de patrouilles communes.
En juillet 2017, Moussa Ag Acharatoumane, malgré son alliance avec le GATIA, refuse à nouveau de s'impliquer dans les combats entre le GATIA et la CMA et déclare : « Nous, nous avons toujours prôné l’entente, c’est-à-dire avec nos voisins, et le GATIA fait partie de nos voisins, tout comme d’autres communautés dont la CMA ».
En 2017, dans la région de Ménaka, le MSA et le GATIA commencent également à se heurter aux djihadistes de l'État islamique dans le Grand Sahara, dirigé par Adnane Abou Walid Al-Sahraoui. Le 1er juin 2017, après une attaque contre un poste de militaire à Abala, au Niger, les djihadistes de l'État islamique se replient au Mali. Mais ils sont alors attaqués par l'armée malienne, l'armée française et les miliciens touaregs du GATIA et du MSA. En réponse Adnane Abou Walid Al-Sahraoui accuse dans une missive les Touaregs imghad et daoussahak d'être les complices de la France et du Niger, et menace particulièrement Moussa Ag Acharatoumane et El Hadj Ag Gamou,,. À cette période, le MSA et le GATIA commencent également à coopérer avec l'armée française et l'armée malienne contre les djihadistes,. De février à avril 2018, le MSA mobilise 300 combattants et lance une offensive avec le GATIA, l'armée malienne et les Français,,.
L'affrontement le plus important a lieu le 1er avril, lors du combat d'Akabar, où une trentaine de djihadistes sont tués,. Cependant, le conflit prend également un caractère communautaire, le MSA et le GATIA étant principalement composés de Touaregs, tandis que les combattants de l'État islamique dans le Grand Sahara sont en majorité des Peuls,. Plusieurs responsables peuls, dont le chef de la milice Ganda Izo, accusent alors le MSA et le GATIA d'exactions contre les membres de leur communauté,. En avril 2018, la MINUSMA accuse les mouvements armés d'avoir exécuté sommairement 95 personnes dans la région de Ménaka et de s'être rendus coupables de pillages et de déplacements forcés,,. Pour sa part, Moussa Ag Acharatoumane conteste le caractère communautaire du conflit et les accusations d'exactions, même s'il reconnait de possibles « erreurs » ou « débordements »,. Le général français Bruno Guibert, commandant en chef de la force armée Force Barkhane, déclare pour sa part en juillet 2018 : « J’ai rencontré Moussa à plusieurs reprises. C’est davantage un chef politique qu’un chef militaire. Je ne suis pas naïf : il a ses intérêts. Il est courageux car il mène une lutte déterminée pour sa communauté au sein de l’Etat malien, et il est parfaitement convaincu de la nécessité de faire avancer le processus de paix. Il sait que les mouvements ont vocation à être désarmés, et il a déjà accepté le principe de la démobilisation, à terme, de ses troupes. ».
Le 5 décembre 2020 il devient membre du Conseil national de la transition du Mali.